# ナゼルの夜会
『ナゼルの夜会』（またはナゼールの夜会、仏：Les Soirées de Nazelles） FP 84は、フランシス・プーランクが作曲したピアノのための組曲。変奏曲とされる場合もある。

## 概要
タイトルにもある『ナゼル』とは、プーランクが余暇に訪れたフランスの土地のことであり、そこで何夜にもわたる夜会が催される中、ピアノに向かった作曲家がひとつの主題を基に即興で友人たちの「肖像」を描いていくという趣旨となっている。作曲は1930年に開始され、1936年10月1日にノワゼで完成された。楽譜の冒頭には次のように記されている。
曲集は前奏曲（Preambule）とフィナーレ（Final）に挟まれた8つの変奏とカデンツァから構成される。フィナーレについて、作曲者自身は「一種の自画像」であると説明している。第4～6変奏を演奏しない短縮版での演奏も作曲者によって認められている。
楽曲は「ナゼルの記憶の中の、おばのリエナールの想い出へ（à la mémoire de ma tante LIÉNARD, en souvenir de Nazelles.）」捧げられている。楽譜はデュラン社より出版された。

## 演奏時間
約17-23分。

## 楽曲構成
各曲は下表のようになっている。
| 変奏 | 標題                                                                      | テンポ                           |
| ---- | ------------------------------------------------------------------------- | -------------------------------- |
|      | 前奏曲 (Preambule)                                                        | Extrêmement animé et décidé      |
| I    | 分別の極み (「やんごとなさの極み」とも。Le comble de la distinction)      | Vif et gai                       |
| II   | 手の上の心臓 (「つつみかくさぬ心」とも。Le cœur sur la main)              | Modéré                           |
| III  | 磊落と慎重と (「無遠慮と遠慮深さ」とも。La désinvolture et la discrétion) | Presto                           |
| IV   | 思索の続き (「一途」とも。La suite dans les idées)                        | Très large et pompeux            |
| V    | 口車の魅力 (「心をとろかす魅惑」とも。Le charme enjôleur)                 | Très allant                      |
| VI   | 自己満足 (Le contentement de soi)                                         | Très vite et sec                 |
| VII  | 不幸の味 (「不幸せの風味」とも。Le goût du malheur)                       | Lent et mélancolique             |
| VIII | 老いの警報 (「年をとっても明るく元気」とも。L'alerte vieillesse)          | Très rapide et bien sec          |
|      | カデンツァ (Cadence)                                                      | Très large et très librement     |
|      | フィナーレ (Final)                                                        | Follement vite, mais très prècis |